# Sinan Hasani
Sinan Hasani (cyrillique: Синан Хасани), né le 14 mai 1922 et mort le 28 août 2010, est un écrivain, politicien et diplomate yougoslave. Il était également le neuvième président de la République fédérative socialiste de Yougoslavie et était d'origine albanaise.

## Jeunesse et début de carrière
Hasani a fait ses études à la Médersa Gazi Isa-bey à Skopje. Il est devenu écrivain et a rédigé son premier roman en albanais en 1957.
Hasani a rejoint le mouvement de résistance yougoslave "Partisan" en 1941, durant la Seconde Guerre mondiale, ainsi que le Ligue des communistes de Yougoslavie en 1942. Il a été emprisonné par les Nazis en 1944 dans un camp près de Vienne et il y est resté jusqu'à la fin de la guerre. Après le conflit, il est admis à la Đuro Đaković party school à Belgrade de 1950 à 1952. Il est devenu par la suite le leader de l'Union Socialiste des travailleurs au Kosovo, et a occupé le poste de directeur de la maison d'édition Rilindja entre 1965 et 1967. De 1971 à 1974, il était ambassadeur yougoslave au Danemark. En 1975, Il est devenu député au parlement yougoslave. Il a gardé ce poste jusqu'en 1982 où il est devenu le leader de la Ligue des communistes du Kosovo.

## Présidence
Hasani est élu à la présidence yougoslave en tant que représentant du Kosovo de 1984 à 1989. Il a présidé la présidence de 1986 à 1987. La première décision de son gouvernement a été de nommer l'anti-réformiste Branko Mikulić en tant que Premier ministre de Yougoslavie. Après la démission de Mikulić et de son cabinet en mars 1989, Hasani a supporté l'infructueuse tentative du loyaliste Milošević et de Borisav Jović de devenir Premier ministre. Il était opposé à la candidature de l'économiste libéral et réformiste Ante Marković, qui fut proposé par les républiques de Slovénie et de Croatie, et finalement accepté par l'Assemblée Fédérale de Yougoslavie, et par la présidence, dont faisait partie Hasani.

## Relation avec la communauté albanaise
Malgré ses origines albanaise, Hasani était perçu de manière très controversée par la communauté albanaise de Yougoslavie car la situation oppressante envers les Albanais a continué sous son mandat. Il a servi principalement les intérêts de la majorité slave.
Hasani entretenait des relations tendues avec le leader albanais Enver Hoxha qui recevait de nombreux soutiens des Albanais de Yougoslavie. Hasani traita Enver Hoxha de "chèvre crouteuse" (une expression serbe), tandis qu'Hoxha traita à son tour Hasani de "chien serbe". Ces événements arrivèrent cependant longtemps avant l'ascension d'Hasani à la tête du pays. Hoxha est décédé en 1985.

## Publications
Hasani a écrit de nombreux livres en albanais, dont certains ont été traduits en serbo-croate et en macédonien.

### Romans
- Një natë e turbullt ("Une nuit troublé", 1966)
- Fëmijëria e Gjon Vatrës ("L'enfance de Gjon Vatra", 1975)
- Për bukën e bardhë ("Pour du pain blanc", 1977)

### Autres travaux
- Kosovo : istine i zablude, ("Kosovo, Vérités et Illusions" 1986, en serbe, à propos du nationalisme albanais au Kosovo)
- Në fokus të ngjarjeve : bisedë me Sinan Hasanin / Tahir Z. Berisha ("Au cœur des événements, une conversation avec Sinan Hasani / Tahir Z. Berisha"  2005, Biographie,  (ISBN 9951-408-08-7))